# Психическое здоровье во время пандемии COVID-19
Пандемия COVID-19 повлияла на психическое здоровье людей во всём мире.
Подобно прошлым респираторным вирусным эпидемиям, таким как SARS-CoV, MERS-CoV и эпидемий гриппа, пандемия COVID-19 вызвала тревогу, депрессию и симптомы посттравматического стрессового расстройства у различных групп населения, включая медицинских работников, широкой общественности, пациентов и лиц, находящихся на карантине.
Руководящие принципы в области психического здоровья и психосоциальной поддержки Межучрежденческого постоянного комитета ООН рекомендуют следующие основные принципы поддержки психического здоровья во время чрезвычайной ситуации: не причинение вреда, поощрение прав человека и равенства, использование подходов, поощряющих широкое участие населения, использование имеющихся ресурсов и возможностей, принятие многоуровневых мер и работа с интегрированными системами поддержки.
COVID-19 влияет на социальные связи людей, их доверие к людям и учреждениям, на работу и доход, а также наносит огромный ущерб с точки зрения возникновения тревожности и беспокойства.
COVID-19 также усложняет расстройства, связанные с употреблением психоактивных веществ (ПАВ), поскольку он в высшей степени влияет на людей с ПАВ из-за накопившегося за годы социального, экономического неравенства и неравенства в области здравоохранения.
Разрушительные последствия употребления ПАВ для здоровья (например, сердечно-сосудистые заболевания, респираторные заболевания, диабет 2 типа, иммуносупрессия, депрессия центральной нервной системы и психические расстройства) и связанные с ними проблемы в семье (например, жилищная проблема, безработица и уголовная ответственность) повышают риск заболевания COVID-19.
Меры по предотвращению заболевания COVID-19 (например, соблюдение дистанции, карантин и изоляция) могут обострить чувство одиночества, симптомы психического заболевания, абстинентные симптомы и психологические травмы.
Новые правила ограничения свободы, безработица и меры жёсткой бюджетной экономии во время и после периода пандемии могут повлиять на незаконный рынок наркотиков и на динамику потребления наркотиков.